# Guillemot de Scripps
Synthliboramphus scrippsi
Pour les articles homonymes, voir Scripps.
Espèce
Statut de conservation UICN

 VU B2ab(iv,v) : Vulnérable
Le Guillemot de Scripps (Synthliboramphus scrippsi) est une espèce d'oiseaux de la famille des Alcidae, autrefois considéré comme une sous-espèce du Guillemot de Xantus (Synthliboramphus hypoleucus).

## Répartition
Cet oiseau vit dans les Channel Islands de Californie et sur les îles au large de la Baja California, au Mexique.